# گاما سکستان
گاما سکستان یک ستاره است که در صورت فلکی سکستان قرار دارد.